# Conus rawaiensis
Espèce
Statut de conservation UICN

 VU D2 : Vulnérable
Conus rawaiensis est une espèce de mollusques gastéropodes marins de la famille des Conidae.
Comme toutes les espèces du genre Conus, ces escargots sont prédateurs et venimeux. Ils sont capables de « piquer » les humains et doivent donc être manipulés avec précaution, voire pas du tout.

## Description
La taille de la coquille varie entre 19 mm et 48 mm.

## Distribution
Cette espèce marine est présente au large de la Thaïlande occidentale et du Sri Lanka.

### Niveau de risque d’extinction de l’espèce
Selon l'analyse de l'UICN réalisée en 2011 pour la définition du niveau de risque d'extinction, cette espèce n'est connue que d'un seul endroit au large de l'île Raya, en Thaïlande. Elle a une aire de répartition très restreinte, avec une zone d'occupation estimée à seulement 35 km2. Sa seule population connue se trouve à proximité d'un site ciblé pour le développement commercial par l'industrie du tourisme. Il est donc probable que cette espèce soit impactée par le développement côtier et la pollution dans un avenir très proche. Elle est classée comme Vulnérable.

## Taxonomie

### Publication originale
L'espèce Conus rawaiensis a été décrite pour la première fois en 1978 par le malacologiste américain António José da Motta (d) dans « The Centre of Thai Natural Study »,.

### Synonymes
- Conus (Rhizoconus) rawaiensis da Motta, 1978 · appellation alternative
- Conus (Strategoconus) rawaiensis da Motta, 1978 · appellation alternative
- Rhizoconus rawaiensis (da Motta, 1978) · non accepté
- Strategoconus (Vituliconus) rawaiensis (da Motta, 1978) · non accepté